# أبيل كوربن
أبيل كوربن (بالإنجليزية: Abel Corbin)‏ هو خبير مالي أمريكي، ولد في 24 مايو 1808، وتوفي في 28 مارس 1881.